# Länsväg 109
De Zweedse weg 109 (Zweeds: Länsväg 109) is een provinciale weg in de provincie Skåne län in Zweden en is ruim 39 kilometer lang. De weg ligt in het meest zuidelijke deel van Zweden.

## Plaatsen langs de weg
- Helsingborg
- Bårslöv
- Ekeby
- Billesholm
- Kågeröd

## Knooppunten
- E4 en E6/E20 bij Helsingborg en Bårslöv (begin)
- Länsväg 110: start gezamenlijk tracé, bij Ekeby
- Länsväg 110: einde gezamenlijk tracé, bij Billesholm
- Länsväg 106 bij Kågeröd
- Länsväg 108 (einde)